# لئوناردو مانزی
لئوناردو مانزی مهاجم اهل برزیل است که در شهر گویانیا و در تاریخ ۲۸ آوریل ۱۹۶۹ به دنیا آمده‌است.
لئوناردو مانزی در تیم‌های فوتبال Vila Nova سابقهٔ حضور دارد.